# Zuzana Maxa
Zuzana Maxa, rozená Zuzana Říhová, (* 23. února 1983 Sušice) je česká herečka a zpěvačka.

## Život a kariéra
Narodila se v Sušici. Ještě před studiem hudebně-dramatického oboru na státní Pražské konzervatoři začala vystupovat v menší roli v divadle J.K.Tyla v Plzni, spolupracovala s populární českou hudební skupinou J.A.R., nebo plzeňským nahrávacím studiem Bohemia Records jako back vokalistka. Konzervatoř úspěšně absolvovala v roce 2007 (profesoři herectví 2000–2002 Hana Maciuchová a Jan Novotný, 2003–2007 Gabriela Vránová a Ivan Řezáč).
Během studií na konzervatoři účinkovala s acid jazzovou hudební skupinou Double Deckers, s housovým DJ Tvyksem, nebo spolupracovala na hudebním projektu Palm Beat s hudebním producentem Borisem Carloffem pod pseudonymem Shado. V roce 2006 nazpívala titulní píseň 2500 minibarů k seriálu TV Prima Letiště. V současnosti zpívá s Pražským tanečním orchestrem Jindřicha Váchy, nebo GSB – Green Swing Big Bandem.
V roce 2005 začala hrát v pražském Divadle konzervatoře a v divadle SeMaFor, později také v představení Bouře na scénách Letních shakespearovských slavností.
Také se představila na filmovém plátně. Ve dvaceti dvou letech ztvárnila jednu z postav v dramatu The Fine Art Of Love: Mine HaHa (2005) britského režiséra Johna Irvina, zahrála si také ve filmu Hlídač č.47 Filipa Renče, v seriálu Ach, ty vraždy!, Cesty domů, Nemocnice na kraji města – nové osudy a Ordinace v růžové zahradě.

## Rádio
- SinglStory (2020 – dosud) pravidelný pořad vysílaný na Color Music Radio a ZUN rádio.

Rozhlasový pořad SinglStory, s podtitulem "Stroj času, který vás přenese do 80. a 90. let" se vrací do těchto dekád 20. století a zabývá se zábavnou formou nejen hudební historií té doby.

## Film
- The Fine Art Of Love: Mine HaHa (2005 – IT/UK/ČR) celovečerní film, drama, role Lora (v anglickém znění)
- Artists (2007 – USA/ČR) krátkometrážní film FAMU International, hlavní role Gabriela
- Hlídač č.47 (2008) celovečerní film České televize, drama, epizodní role manželka
- Jiří Suchý: Lehce s životem se prát (2019) celovečerní dokumentární film České televize

## Televize
- Ordinace v růžové zahradě (2006) rodinný seriál TV Nova, epizodní role Sehnalová
- Letiště (2006–2007) rodinný seriál TV Prima, zpěv titulní píseň "2500 minibarů"
- Nemocnice na kraji města – nové osudy (2008) rodinný seriál České televize, epizodní role Gabi
- Ach, ty vraždy! (2010) detektivní seriál České televize, epizodní role pokojská
- Cesty domů (2012) rodinný seriál TV Prima, epizodní role Marta Slavínová
- Opera Betlém (2013) Česká televize – záznam představení divadla Semafor, role Luciferda

## DVD
- The Fine Art Of Love: Mine HaHa (2005 – IT/UK/ČR) celovečerní film (v anglickém znění)
- Hlídač č.47 (2008) celovečerní film České televize
- Nemocnice na kraji města – nové osudy (2008) rodinný seriál České televize
- Lysistrata (2009) záznam představení divadla Semafor
- Ach, ty vraždy! (2010) detektivní seriál České televize
- Opera Betlém (2013) Česká televize – záznam představení divadla Semafor

## Divadlo

### Činoherní studio ANTRÉ
- Něco zatajit (2016 – 2019) role Charlotte

### Divadlo SeMaFor
- Kytice (2013 – dosud) role Jezinka
- Osvobozené divadlo Semafor (2014 – dosud) revue
- Me Too (2018– dosud) role Agáta
- Začalo to Vestpocketkou (2019– dosud) role Josefka
- Šest žen (2019– dosud) role Anna Boleynová
- Opera Betlém (2019– dosud) role Luciferda
- Semafor má narozeniny (2019– dosud) revue

- Jako když tiskne (2005–2009) role Hedvika
- Pension Rosamunda (2005–2009) role Ema
- Děti kapitána Granta (2008) role Marimba Balladona
- Purpura na plotně (2008) vánoční koncerty
- Sekta (2008–2009) role motocyklistka
- Uteklo to jako H20 (2010–2011) role Mizera
- Lysistrata (2007–2012) dvojrole Synáček a Žena
- Život je náhoda v obnošené vestě (2007–2012) role Bobina
- Šlitr s námi a zlý pryč! (2008–2012) kabaret
- Kytice (2009–2012) role Jezinka
- Já jsem otec Bemle a já matka Žemle (2010–2012) role Irena
- Dal si růži do polívky (2010–2012) revue
- Kam se poděla Valerie? (2012–2014) role Blanka Bláhová
- Opera Betlém (2012–2014) role Luciferda
- Levandule (2012 –2015) dvojrole Levandule a miss Suzi
- Rytíři z Blaníku a krasavice Lída (2013–2017) role Zuzana
- Nejveselejší tragédie v Česku aneb Semafor 55 let ústrků a slávy (2014–2016) role Kronika
- Slečinky a lupiči (2015–2016) dvojrole Anča Cihla a Kiki
- Zlomené srdce lady Pamely (2016–2018) role Dakota
- Skleněné prkno (2016–2018) role Nubia z Vršovic
- Tiše a ochotně (2016) vánoční koncerty

### Letní shakespearovské slavnosti
- Bouře (2007–2009) role Juno

### Divadlo OnStage
- Songs of George Gershwin (2008–2009) role Novinářka
- Divadlo je když (2009) role zpěvačka

### Divadlo Konzervatoře DiK
- Výprodej (2005–2006) revue
- Ťululum (2005–2005) Armandina
- D-Generace – Milujeme křečky (2006–2007) role ukřižovaná
- Krvavá svatba (2006–2007) role Leonardova žena
- Piknik (2006–2007) role Irma Kronkitová

### Státní opera Praha
- Faidra (2000) herecké akce

### Divadlo Josefa Kajetána Tyla
- Funny Girl (1999–2000) role kabaretní tanečnice a dívka

## Diskografie
- Homo Fonkianz (1999) skladba Bylinkářův krám – CD hudební skupiny J.A.R. vydavatelství Sony Music/Bonton/Columbia
- Palm Beat – I Wanna Be a Pair (2003) vydavatelství Distracktion Records (EP)
- Armáda špásu (2006) skladba Superpéro – CD hudební skupiny J.A.R. vydavatelství Sony BMG/Columbia
- Jako když tiskne (2006) písně z představení divadla Semafor
- Lysistrata (2007) písně z muzikálu divadla Semafor
- Opera Betlém (2013) záznam představení divadla Semafor vydavatelství Supraphon
- George Dry - composer (2014) skladba Ten kterýho vídám ve snu, vydal Semafor